# Armando de Lacerda
Armando de Lacerda (* 15. August 1902 in Porto; † 30. August 1984 in Coimbra) war ein portugiesischer Germanist, Romanist und Phonetiker.

## Leben und Werk
Lacerda studierte an der Universität Porto Germanistik (Abschluss 1930). Er ging nach Deutschland und arbeitete (nach Anfängen in Hamburg) in Bonn mit dem Phonetiker Paul Menzerath zusammen an der Entwicklung von Messgeräten für die experimentelle Phonetik. 1937 gründete er an der Universität Coimbra ein Labor für experimentelle Phonetik und 1952 dazu die Zeitschrift Revista do Laboratório de Fonética Experimental. In den fünfziger Jahren arbeitete er an der University of Wisconsin–Madison mit Martin Joos zusammen und half ferner, die experimentelle Phonetik in Brasilien (Bahia und Rio de Janeiro) aufzubauen. 1972 wurde er in Coimbra emeritiert.

## Werke
- Almas revôltas. Tragédia em 4 actos, Porto 1926
- (mit Paul Menzerath) Koartikulation, Steuerung und Lautabgrenzung. Eine experimentelle Untersuchung, Berlin 1933
- A contribuição científica portuguesa no campo da fonética experimental. Comunicação apresentada ao Congresso da Actividade Científica Portuguesa, Coimbra 1940
- Características da entoação portuguesa, 2 Bde., Coimbra 1941
- (mit María Josefa Canellada) Comportamientos tonales vocálicos en español y portugués, Madrid 1945
- (mit Antoni Maria Badia i Margarit) Estudios de fonética y fonología catalanas, Madrid 1948
- (mit Nelson Rossi) Particularidades fonéticas do comportamento elocucional do falar do Rio de Janeiro em confronto com o português normal de Portugal, Coimbra 1958
- (mit Emmanuel Companys) Notes pour l'étude de l'activité nasale en français, Coimbra 1958
- (mit Brian Franklin Head) Análise de sons nasais e sons nasalizados do português, Coimbra 1963
- Objectos verbais e significado elocucional toemas e entoemas entoção, Coimbra 1975